# Герб Ковельського району
Герб Ко́вельського райо́ну — офіційний символ Ковельського району Волинської області, затверджений 16 грудня 2005 року Ковельською районною радою.
Автор — Андрій Ґречило.

## Опис герба
Гербовий щит заокруглений. У золотому полі синя підкова вухами донизу, а обабіч та над нею — три сині квітки льону з золотими осердями, у червоній главі — срібний хрест. 
Великий герб Ковельського району — щит із гербом району, увінчаний золотою районною короною і вписано у вінок із дозрілих колосків жита та зеленого дубового листя, перевитий синьою стрічкою з золотим надписом «Ковельський район».